# Colonna Traiana
La Colonna Traiana è un monumento innalzato a Roma per celebrare la conquista romana della Dacia (attuale Romania) da parte dell'imperatore Traiano, i cui momenti salienti sono rievocati nella sua decorazione scultorea. La cella alla base aveva la funzione di sepolcro per le ceneri dell'imperatore. Si tratta della prima colonna coclide mai innalzata.
Era collocata nel Foro di Traiano, in un ristretto cortile alle spalle della Basilica Ulpia fra due (presunte) biblioteche, dove un doppio loggiato ai lati ne facilitava la lettura. È possibile che una visione più ravvicinata si potesse avere salendo sulle terrazze di copertura della navata laterale della Basilica Ulpia o su quelle che probabilmente coprivano anche i portici antistanti le due biblioteche. Una lettura "abbreviata" era anche possibile senza la necessità di girare intorno al fusto della colonna per seguire l'intero racconto e seguendo le scene secondo un ordine verticale, dato che la loro sovrapposizione nelle diverse spire sembra seguire una logica coerente.
Fu una novità assoluta nell'arte antica e divenne il punto di arrivo più all'avanguardia per il rilievo storico romano. Nella Colonna Traiana si assiste, per la prima volta nell'arte romana, a un'espressione artistica autonoma in ogni suo aspetto, anche se culturalmente in continuazione con il ricco passato.

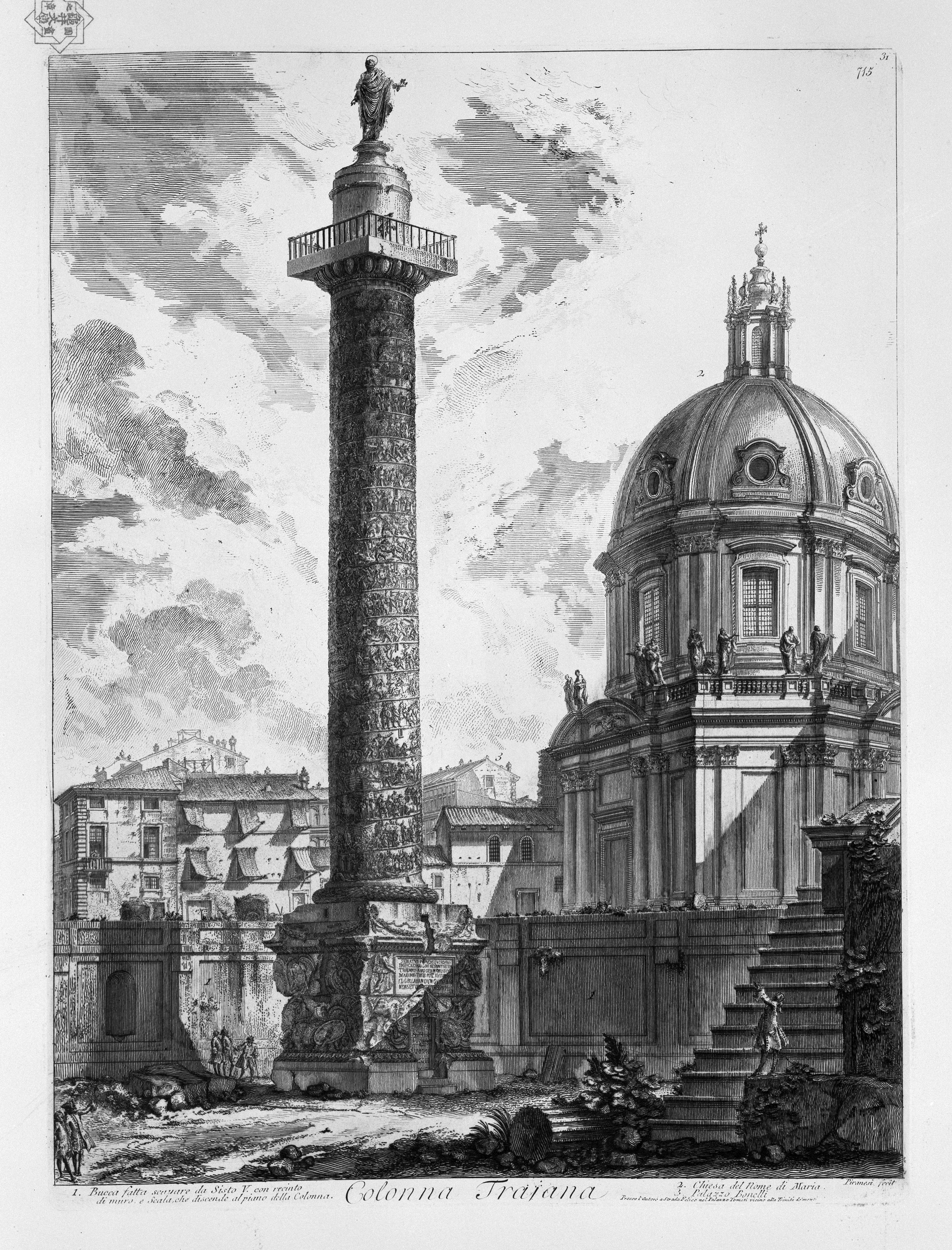
Incisione di Giovanni Battista Piranesi della metà del XVIII secolo

## Storia
La colonna coclide fu inaugurata il 12 maggio 113, come ricordato nei Fasti ostienses. È caratterizzata dal lungo fregio spiraliforme che si avvolge, dal basso verso l'alto, lungo tutto il fusto descrivendo le campagne daciche di Traiano (101-106), basandosi, forse, sia sui perduti Commentarii dell'imperatore sia sull'eventuale esperienza diretta dell'artista.
La colonna è cava all'interno, dove ospita una scala a chiocciola, per cui poteva essere scalata fino alla sommità. Aveva la funzione pratica, testimoniata dall'iscrizione del basamento, di restituire la vista panoramica e ricordare l'altezza della sella collinare prima dello sbancamento per la costruzione del Foro, oltre ad accogliere le ceneri dell'imperatore dopo la sua morte. Inoltre il fregio spiraliforme ricordava a tutti le imprese di Traiano, celebrandolo come comandante militare.
La colonna rimase sempre in piedi, anche dopo la rovina degli altri edifici del complesso traianeo, e le fu sempre attribuita grande importanza: un documento del Senato medievale del 1162 ne stabiliva la proprietà pubblica e ne proibiva il danneggiamento.
Una piccola chiesa (San Niccolò de Columna), che doveva sorgere ai piedi del monumento, è ricordata a partire dal 1032, insieme ad un oratorio posto sulla sommità della colonna, ma risale forse all'VIII-IX secolo. La chiesa fu probabilmente eliminata in occasione della venuta a Roma di Carlo V nel 1546. Sempre nel corso del XVI secolo si fece spazio intorno alla colonna con l'eliminazione di alcuni edifici privati, mentre il basamento fu parzialmente liberato dall'interro. Sotto papa Sisto V, nel 1587, ad opera di Domenico Fontana, si pose sulla sommità del fusto la statua in bronzo di san Pietro e fu eretto un muro di recinzione.
Così si legge nell'avviso del 24 giugno 1587 contenuto nell'Urbinate Latino 1055 della Biblioteca Vaticana: "Dovendosi mettere la statua di S. Pietro di bronzo sopra la Colonna Traiana, sabbato mattina nella Chiesa di Santa Maria di Loreto vicino a detta Colonna, fu celebrata messa solenne dal Pat[riar]ca di Gerusalem, con l’intervento di 9 Cardinali, e di poi benedetta detta statua fu collocata nel suo loco”.
Nel 1787 Goethe, durante la sua lunga permanenza a Roma, racconta di essere salito sulla colonna Traiana e di aver ammirato da lì il panorama della capitale: 
(Goethe, Viaggio in Italia)
Durante l'occupazione francese, la colonna di Traiano rischiò di essere oggetto delle spoliazioni napoleoniche. Si deve solo ricordare le intenzioni del capo militare a Roma di Napoleone, il generale François René Jean de Pommereul, il quale cercava un modo per rimuovere la Colonna Traiana e spedirla in Francia. L'assistente di Pommereul, Daunon, scriveva tal proposito il 15 Aprile 1798: "Spediremo un obelisco", in tal modo riferendosi alla colonna di Traiano. Tale irrazionale proposito fu bloccato dagli elevatissimi costi di trasporto e dagli ostacoli amministrativi pontifici, che rallentarono il processo. I francesi quindi innalzarono la Colonna Vendôme, eretta nel 1810 a Parigi da Napoleone I dopo la battaglia di Austerlitz a imitazione di «quella innalzata a Roma, in onore di Traiano».
L'area con il basamento in vista venne ancora sistemata e ripulita a più riprese fino ai primi scavi degli inizi del XIX secolo.

## Descrizione
La colonna è del tipo "centenario", cioè alta 100 piedi romani (pari a 29,78 metri, 39,86 metri circa se si include l'alto piedistallo alla base e la statua alla sommità). L'ordine della colonna è quello tuscanico riadattato, come testimoniano alla sommità le scanalature sotto il fregio spiraliforme, il capitello decorato da un kyma a ovoli e con la base a forma di corona su plinto. La colonna è costituita da 18 colossali blocchi in marmo di Carrara, ciascuno dei quali pesa circa 40 tonnellate ed ha un diametro di 3,83 metri. Essi vanno a comporre i 18 rocchi, la base, il capitello e l'abaco. In origine sulla sommità era collocata una statua bronzea di Traiano.

### Basamento e interno
L'alto basamento è ornato su tre lati da cataste d'armi a bassissimo rilievo. Sul fronte verso la basilica Ulpia è presente un'epigrafe redatta in carattere lapidario romano e sorretta da vittorie, che commemora l'offerta della colonna da parte del Senato e del popolo romano e testimonia inoltre come la colonna rappresentasse l'altezza della sella tra Campidoglio e Quirinale prima dei lavori di sbancamento operati da Traiano per la costruzione del Foro. Agli angoli del piedistallo sono disposte quattro aquile che sorreggono una ghirlanda di alloro. Al di sotto dell'epigrafe si trova la porta che conduce alla cella interna al basamento, dove vennero collocate le ceneri di Traiano e della consorte Plotina e dove comincia una scala a chiocciola di 185 scalini per raggiungere la sommità. La scala venne illuminata da 43 feritoie a intervalli regolari aperte sul fregio, ma non concepite all'epoca della costruzione.

### Il fregio a spirale

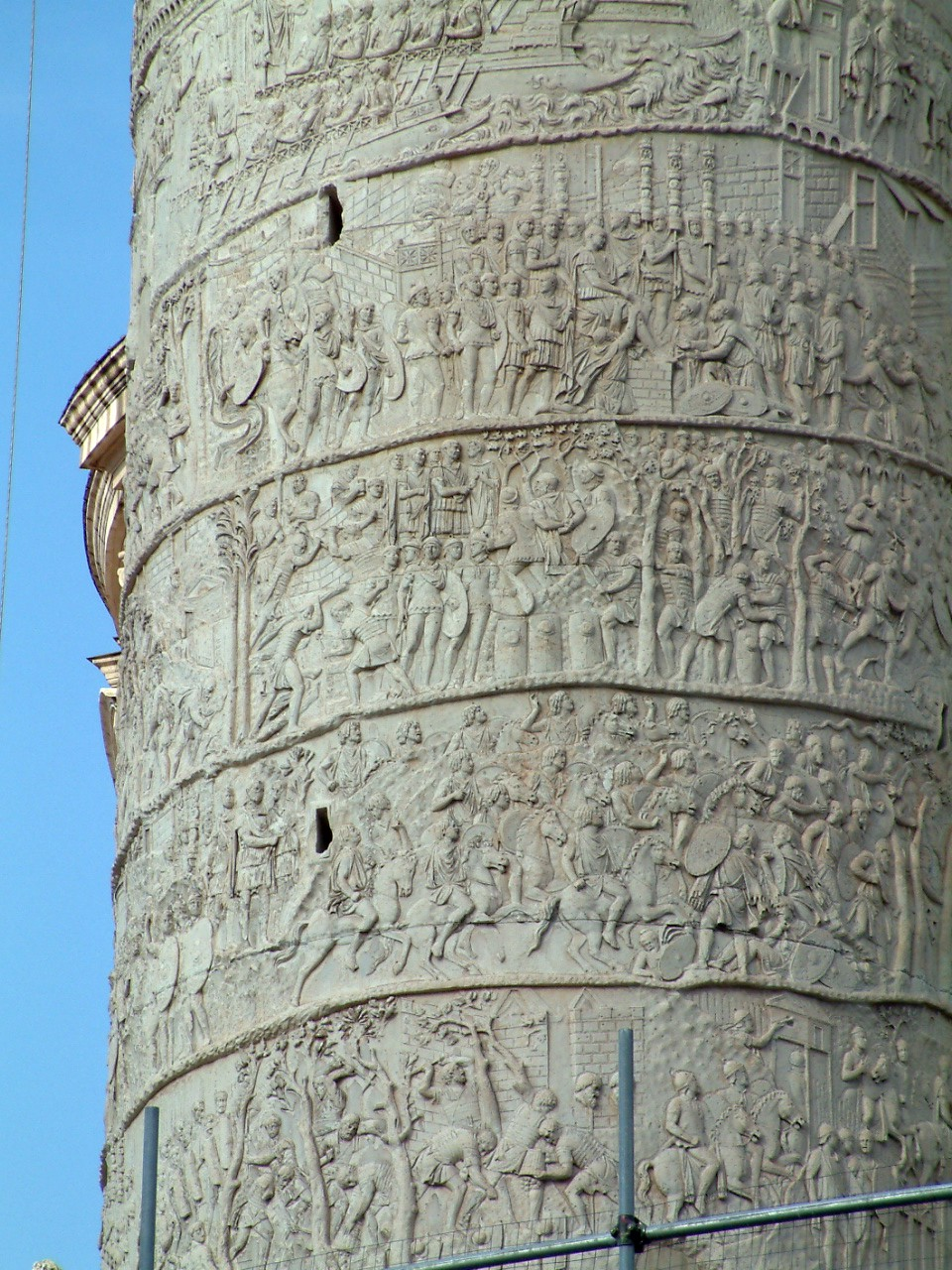
Particolare dei rilievi

I 200 metri del fregio istoriato continuo si arrotolano intorno al fusto per 24 volte, e recano un centinaio di scene (tra le 100 e le 150, a seconda di come le si intervallano) animate da circa 2500 figure. L'altezza del fregio cresce con l'altezza, da 0,89 a 1,25 metri, in maniera da correggere la deformazione prospettica verso l'alto.
Tra le varie interpretazioni proposte, sembra ormai consolidata la tesi che il registro istoriato, sia stato concepito non come volumen di papiro o pergamena, ma come un telo linteo decorato, a imitazione di una fascia ininterrotta di stoffa avvolta a una colonna di ordine dorico, simulando dunque il ben noto modello della pittura trionfale. L'effetto del tessuto dipinto è accentuato dai margini irregolari del fregio che costituisce il piano di posa delle figure scolpite a bassorilievo, le quali, come suggerito da Ranuccio Bianchi Bandinelli, dovevano essere coperte da un'esile velatura policroma, oltre all'accorgimento di evitare l'occultamento del fusto al sommoscapo, lasciandone intravedere le scanalature sotto l'echino.    
Secondo la numerazione di Salomon Reinach, il rilievo è divisibile in 114 riquadri di larghezza uguale, ove sono illustrati gli avvenimenti della prima campagna del 101-102 (scene 1-57) e della seconda campagna dacica del 105-106 (scene 59-114), con al centro una figura allegorica di Vittoria tra trofei nell'atto di scrivere le Res gestae (scena 58).
La narrazione è organizzata rigorosamente, con intenti cronistici. Seguendo la tradizione della pittura trionfale vengono rappresentate non solo le scene "salienti" delle battaglie, ma esse sono intervallate dalle scene di marcia e trasferimenti di truppe (12 episodi) e da quelle di costruzione degli accampamenti e delle infrastrutture (ben 17 scene, rappresentate con estrema minuzia nei dettagli). In questa scansione degli eventi compaiono poi gli avvenimenti significativi dal punto di vista politico, come il consilium (scena 6), l'adlocutio (scene 11, 21, 33, 39, 52-53, 56, 77 e 100), la concessione degli ornamenta militaria, esempi di legatio (ambascerie), lustratio (sacrifici augurali), proelium (battaglie o guerriglia), di obsidio (assedi), sottomissione o cattura dei nemici.
A queste vanno aggiunte alcune scene più specificatamente propagandistiche, come le torture dei prigionieri romani da parte dei Daci (scena 33), il discorso di Decebalo (104), il suicidio dei capi daci col veleno (scene 104 e 108), la presentazione della testa di Decebalo a Traiano (109), l'asportazione del tesoro reale (103).
Le scene sono ambientate in contesti ben caratterizzati, con rocce, alberi e costruzioni: per questo sembrano riferirsi ad episodi specifici ben presenti nella mente dell'artefice più che a generiche rappresentazioni idealizzate.
Non mancano notazioni più puramente temporali, come la mietitura del grano (scena 83) per alludere all'estate, stagione in cui si svolsero gli avvenimenti della seconda campagna dell'ultima guerra: importante ruolo hanno tutti quei dettagli capaci di chiarire allo spettatore il momento e il luogo di ciascun avvenimento rappresentato, secondo uno schema il più chiaro e didascalico possibile.
Completava il rilievo un'abbondantissima policromia, spesso più espressiva che naturalistica, probabilmente con nomi di luoghi e personaggi, oltre a varie armi in miniatura in bronzo messe qua e là in mano ai personaggi (spade e lance non sono infatti quasi mai scolpite), e ora del tutto perdute.
La figura di Traiano è raffigurata 59 volte; la sua presenza è spesso sottolineata dal convergere della scena e dello sguardo degli altri personaggi su di lui; è alla testa delle colonne in marcia, rappresentato di profilo e con il mantello gonfiato dal vento; sorveglia la costruzione degli accampamenti; sacrifica agli dei; parla ai soldati; li guida negli scontri; riceve la sottomissione dei barbari; assiste alle esecuzioni.
Un ritmo incalzante, d'azione, collega fra loro le diverse immagini il cui vero protagonista è il valore, la virtus dell'esercito romano. Note drammatiche, patetiche, festose, solenni, dinamiche e cerimoniali s'alternano in una gamma variata di toni e raggiungono accenti di particolare intensità nella scena della tortura inflitta dalle donne dei Daci ai prigionieri romani dai nudi corpi vigorosi, nella presentazione a Traiano delle teste mozze dei Daci, nella fuga dei Sarmati dalle pesanti armature squamate, nel ricevimento degli ambasciatori barbari dai lunghi e fastosi costumi esotici, fino al grandioso respiro della scena di sottomissione dei Daci alla fine della prima campagna, tutta impostata sul contrasto fra le linee verticali e la calma solenne del gruppo di Traiano seduto, circondato dagli ufficiali con le insegne, e le linee oblique e la massa confusa dei Daci inginocchiati con gli scudi a terra e le braccia protese ad invocare la clemenza imperiale.

### Elenco delle scene del fregio
Elenco delle scene secondo la numerazione di Reinach:
1. Fortificazioni romane lungo il Danubio
2. Fortificazioni romane lungo il Danubio
3. Fortificazioni romane lungo il Danubio
4. L'esercito romano passa il Danubio su un ponte di barche
5. L'esercito romano passa il Danubio su un ponte di barche
6. Il primo consiglio di guerra dell'imperatore
7. Sacrificio (lustratio) di inaugurazione dell'accampamento
8. Discorso di Traiano alle truppe
9. Costruzione di un accampamento
10. Traiano sorveglia la costruzione di un accampamento, accanto al quale ne sorge un altro
11. Soldati abbattono gli alberi per la costruzione di un altro accampamento
12. Soldati abbattono gli alberi per la costruzione di un altro accampamento
13. Una spia nemica è condotta all'imperatore; i soldati costruiscono un ponte e un fortino
14. Cavalieri pronti a partire davanti all'accampamento
15. Cavalleria e fanteria pronte a mettersi in marcia
16. Marcia dell'esercito attraverso un bosco
17. Primo combattimento coi Daci
18. Primo combattimento coi Daci
19. I Romani incendiano un abitato dei Daci, che inseguiti fuggono al di là del fiume
20. Due ambascerie dei Daci a Traiano
21. Traiano con un gruppo di donne prigioniere
22. Cavalieri Daci affogano nella traversata di un fiume; attacco dei Daci a un campo romano
23. Attacco dei Daci a un campo romano (Fine della prima campagna)
24. I Romani preparano una spedizione in una città sul Danubio; trasporto delle barche degli approvvigionamenti
25. Imbarco dell'imperatore
26. L'imperatore, alla testa della cavalleria, carica i catafratti nemici
27. Stessa scena
28. Seguito della battaglia: sottomissione dei vecchi, delle donne e dei bambini
29. Costruzione di un accampamento alla presenza dell'imperatore; supplizio dei prigionieri nemici; cura dei feriti romani
30. Partenza dell'esercito e nuova battaglia
31. Fuga dei Daci
32. Discorso dell'imperatore ai soldati; Daci prigionieri in una fortezza
33. Omaggio dei soldati all'imperatore; prigionieri romani torturati da donne; sottomissione dei capi barbari a Traiano (Fine della seconda campagna)
34. L'esercito passa il Danubio
35. Traiano e un gruppo di soldati davanti a un accampamento
36. Scena con l'imperatore e i soldati
37. Lustrazione dell'accampamento
38. Discorso di Traiano ai soldati
39. L'esercito avanza in una foresta di fortificazioni nemiche
40. L'imperatore passa un fiume su un ponte; incendio delle fortificazioni nemiche
41. Costruzione di un accampamento; sottomissione di un capo barbaro
42. Le salmerie avanzano verso un accampamento
43. L'imperatore assiste a un assalto della cavalleria numidica
44. Fuga dei Daci in una foresta
45. Costruzione di un accampamento; sottomissione di capi daci a Traiano
46. Battaglia davanti alle fortificazioni romane
47. I Daci abbattono alberi per costruire fortificazioni
48. I Romani costruiscono un accampamento
49. I Daci respinti nel loro accampamento fortificato
50. Attacco dei Romani con la testuggine
51. Traiano riceve le teste di due capi daci
52. Nuova battaglia
53. Traiano sorveglia la costruzione di un accampamento
54. Sottomissione a Traiano del re Decebalo e degli altri capi daci
55. Sottomissione a Traiano del re Decebalo e degli altri capi daci
56. I Daci distruggono le loro fortificazioni
57. Partenza di donne vecchi e bambini con gli armamenti; discorso finale di Traiano alle truppe
58. La Vittoria che scrive su uno scudo tra due trofei e indica la fine della prima guerra dacica (centro del fregio)
59. Partenza delle navi da Ancona per la seconda guerra dacica
60. Arrivo in un porto
61. Ingresso trionfale dell'imperatore
62. Ingresso trionfale dell'imperatore
63. Sacrificio solenne
64. Arrivo in un'altra città e sacrificio solenne
65. Sbarco (sulla costa dalmata?)
66. Sbarco
67. Sottomissione di una città
68. Sacrificio solenne su sei altari
69. Abbattimento di alberi per costruire un accampamento
70. I Daci si rifugiano in una fortezza
71. Attacco dei Daci a una fortezza romana e loro sconfitta
72. Nuovo attacco dei Daci
73. Arrivo di Traiano alla testa della cavalleria
74. Sacrificio dell'imperatore al grande ponte sul Danubio, costruito da Apollodoro di Damasco
75. Traiano riceve la sottomissione di capi barbari in una città romana (con anfiteatro)
76. Inizio della quinta campagna
77. Inizio della quinta campagna
78. Sacrificio di lustrazione del campo
79. Discorso alle truppe
80. Partenza dell'esercito
81. Arrivo in un accampamento fortificato
82. I soldati escono a approvvigionarsi
83. I soldati escono a approvvigionarsi
84. Animata discussione tra Daci in una fortezza
85. Battaglia
86. Attacco con scale alla capitale dei Daci Sarmizegetusa
87. Consiglio di guerra dell'imperatore
88. Continuo dell'attacco con macchine da guerra
89. Continuo dell'attacco con macchine da guerra
90. I Romani costruiscono palizzate in legno
91. Ambasceria di un capo dace a Traiano
92. I Daci incendiano Sarmizegetusa per non consegnarla ai Romani
93. Suicidio col veleno dei capi daci
94. Fuga dei Daci
95. Sottomissione dei Daci a Traiano
96. I Romani occupano Sarmizegetusa
97. I Romani occupano Sarmizegetusa
98. Costruzione di un accampamento
99. Sottomissione dei capi daci a Traiano
100. Traversata di un fiume
101. Attacco dei Daci comandati da Decebalo a un accampamento romano
102. Fuga dei Daci sconfitti
103. Discorso di Traiano ai soldati; il tesoro dei daci viene asportato su muli
104. Fuga dei Daci e suicidio di alcuni capi
105. Sottomissione dei Daci a Traiano
106. La cavalleria romana insegue Decebalo e i suoi ultimi seguaci
107. La cavalleria romana insegue Decebalo e i suoi ultimi seguaci
108. Suicidio di Decebalo raggiunto dai Romani
109. I figli di Decebalo catturati; la testa di Decebalo è portata nell'accampamento romano
110. Altri Daci vengono catturati
111. Presa dell'ultima fortezza dacica e assalto a una città
112. La città viene incendiata
113. Vecchi, donne e bambini, insieme agli armamenti, vengono deportati
114. Bestiame

## Tecnica di realizzazione
La realizzazione del monumento richiese una tecnica complessa e un'avanzata organizzazione e coordinamento tra le maestranze che lavoravano nel cantiere. Si trattava infatti di sovrapporre blocchi di marmo del peso di circa 40 tonnellate e di farli combaciare perfettamente, tenendo conto sia dei rilievi, probabilmente già sbozzati e successivamente rifiniti in opera, sia della scala a chiocciola interna, che doveva già essere stata scavata nei rocchi prima della collocazione.
L'artista dovette molto probabilmente ricopiare un modello disegnato, infatti sono numerosi i motivi "pittorici" del rilievo.
Qui di seguito alcune immagini della colonna vista da diverse angolazioni.

Vista da nord
Vista da est
Vista da sud-est
Vista da sud-sud-ovest
Vista da sud-ovest
Vista da ovest

## Profilo artistico
La Colonna Traiana è la prima espressione dell'arte romana nata in maniera completamente autonoma in ogni sua parte (sebbene si ponga in continuazione con le esperienze del passato). Con i rilievi della colonna l'arte romana sviluppò ulteriormente le innovazioni dell'epoca flavia, arrivando a staccarsi definitivamente dal solco ellenistico, fino a una produzione autonoma, e raggiungendo vertici assoluti, non solo della civiltà romana, ma dell'arte antica in generale. In un certo senso vi confluirono organicamente la tradizione artistica dell'arte ellenistica (e quindi classica) e la solennità tutta romana dell'esaltazione dell'Impero.
I duecento metri di narrazione continua sono privi, come scrive Ranuccio Bianchi Bandinelli, "di un momento di stanchezza ripetitiva, di una ripetizione, insomma, di un vuoto nel contesto narrativo".
La grande qualità del rilievo ha fatto attribuire le sculture ad un ignoto "Maestro delle Imprese di Traiano", al quale forse si deve anche il cosiddetto "Grande fregio di Traiano" le cui lastre furono reimpiegate sull'Arco di Costantino. La ricchezza di dettagli e accenti narrativi fu probabilmente dovuta a un'esperienza diretta negli avvenimenti.

### Modelli

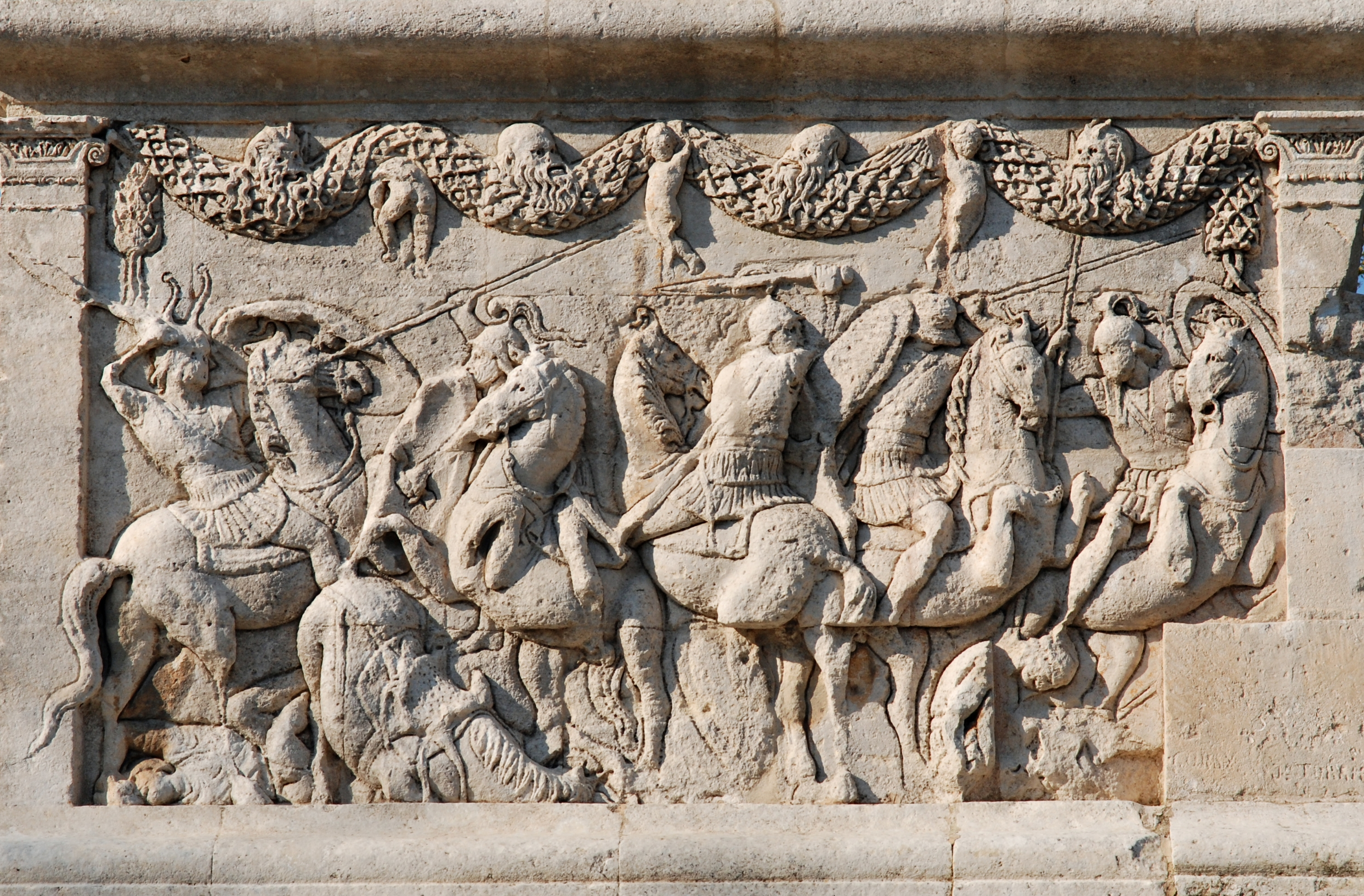
Rilievi del mausoleo di Glanum

Guardando ai periodi anteriori si ha difficoltà a trovare un modello di riferimento per la Colonna e il suo rilievo storico. Sicuramente l'autore dei rilievi dovette attingere alla tradizione della pittura trionfale romana (i pannelli dipinti che venivano esposti durante i trionfi dei generali vittoriosi, che mostravano al popolo le scene più salienti delle campagne militari), dei quali ci restano però solo descrizioni letterarie. Il caso più vicino sono i rilievi del Mausoleo di Glanum in Francia, dove è già presente la linea di profilo delle figure lavorata a trapano corrente. Inoltre le figure di caduti abbandonati, privi dell'organica connessione anatomica delle varie parti del corpo, quali oggetti ormai inanimati, sono prese dal "barocco" pergameneo e dimostra come l'artista del fregio della colonna avesse appieno assimilato l'arte ellenistica sviluppandola ulteriormente.
Già nella tarda epoca flavia, superato il neoatticismo augusteo, si era andata formando un'arte romana abbastanza autonoma, derivata dal convergere di rinnovate influenze con l'ellenismo delle città dell'Asia Minore e della tradizione locale (arte plebea già presente nell'Ara Pacis o nella base dei Vicomagistri). Mancava però ancora una personalità artistica che da questo amalgama sapesse comporre forme dotate di valori culturali e formali, di inventiva e di espressione, superando la routine "artigiana" media, per quanto abilissima. Fu solo con l'anonimo artista che diresse i lavori della Colonna Traiana che si raggiunsero questi traguardi.

### Stile

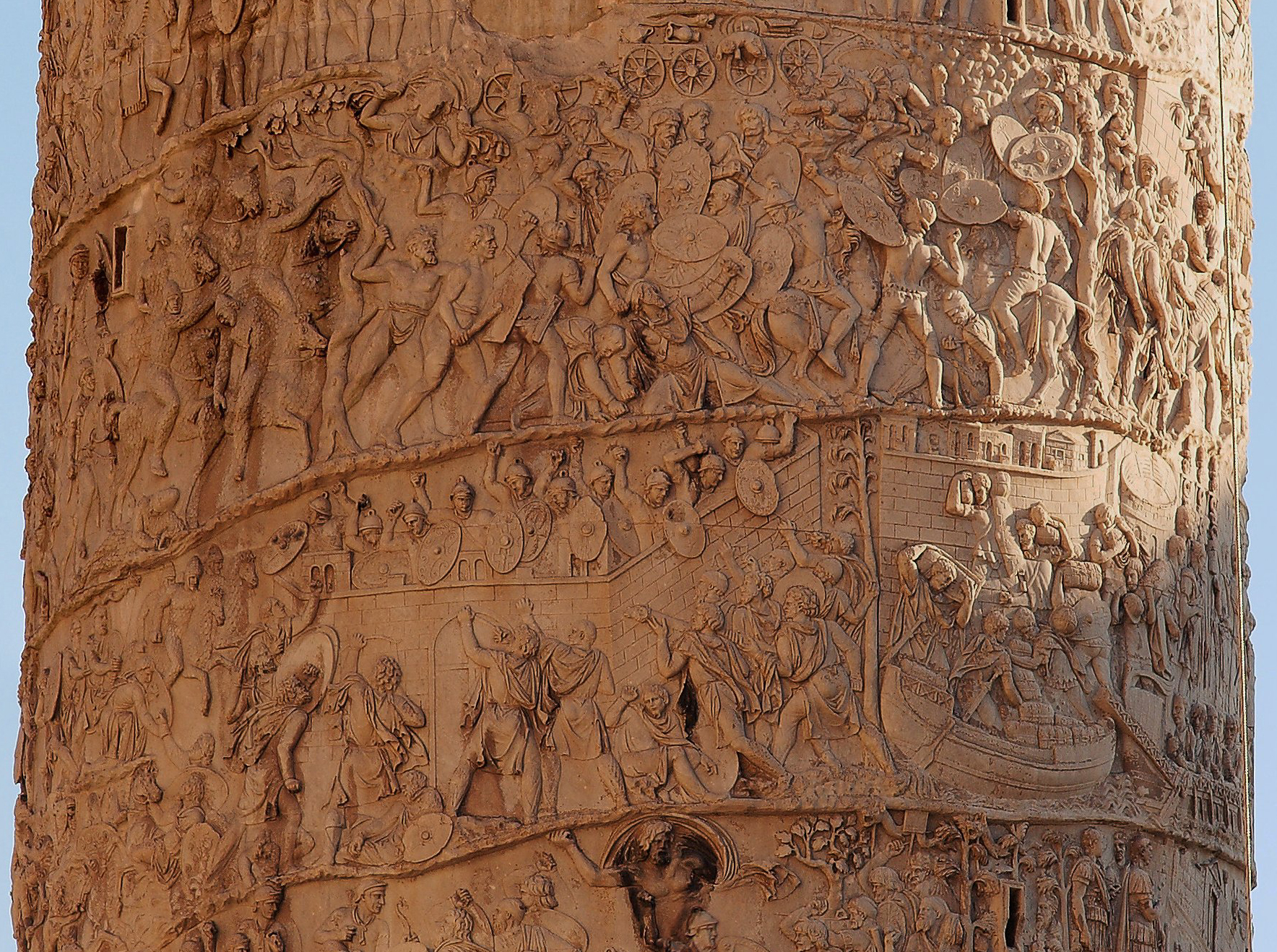
Scene 22-23 (in basso) e scene 27-28 (in alto)

Anche lo stile espressivo è nuovo, con un rilievo molto basso, per non alterare la linea architettonica della colonna, talvolta anche in negativo, spesso risaltato da un solco di contorno e ricco di variazioni espressive per rendere efficacemente l'effetto dei materiali più disparati (stoffe, pelli, alberi, corazze, fronde, rocce, ecc.).
Il realismo domina nella narrazione e l'unico elemento simbolico è la personificazione dell'imponente e solenne Danubio barbato che, emergendo dal suo letto, invita i Romani a passare (scena 4). Nella rappresentazione dello spazio e del paesaggio, nelle scene d'azione piene di dinamismo, nel naturalismo cui è improntata la rappresentazione della figura umana si sente ancora viva la tradizione dell'organicità naturalistica greca. Tipicamente romana è poi la narrazione, chiara e immediata, secondo i caratteri dell'arte plebea. La realizzazione non può però dirsi "plebea", per via della grande varietà di posizioni e atteggiamenti, che evita sempre le composizioni "paratattiche", cioè le figure isolate semplicemente accostate.
Studiata è la ricerca di variazioni nelle scene analoghe che si ripetono; la costruzione degli episodi, soprattutto quelli di battaglia, è sapientemente progettata con linee spezzate che movimentano l'insieme; la figura dell'imperatore è esaltata nella sua personalità razionale e cosciente, ma non è mai sovrumana.
Gli abbondanti e precisi riferimenti al paesaggio, i particolari realistici di ponti, fortini, accampamenti, la rappresentazione di fiumi o di accampamenti a volo d'uccello ha probabilmente dietro di sé la tradizione romana delle “pitture trionfali", cioè di quei pannelli illustrati che, portati in processione nei trionfi dei generali vittoriosi, mostravano al popolo le scene più salienti delle campagne militari.
Artifici e convenzioni rappresentative che permettono lo scandire del continuum delle scene sono talvolta le prospettive ribaltate o a volo d'uccello, l'uso di utilizzare una scala diversa per i paesaggi e costruzioni, rispetto a quella delle figure, ecc. Un bordo irregolare e mosso e un bassissimo rilievo alludono alle stoffe, e inoltre le figure sono evidenziate da un profondo solco a trapano corrente sui bordi, secondo un artificio ellenistico già riscontrato nell'arte romana del I secolo in Gallia Narbonense.

### Contenuti

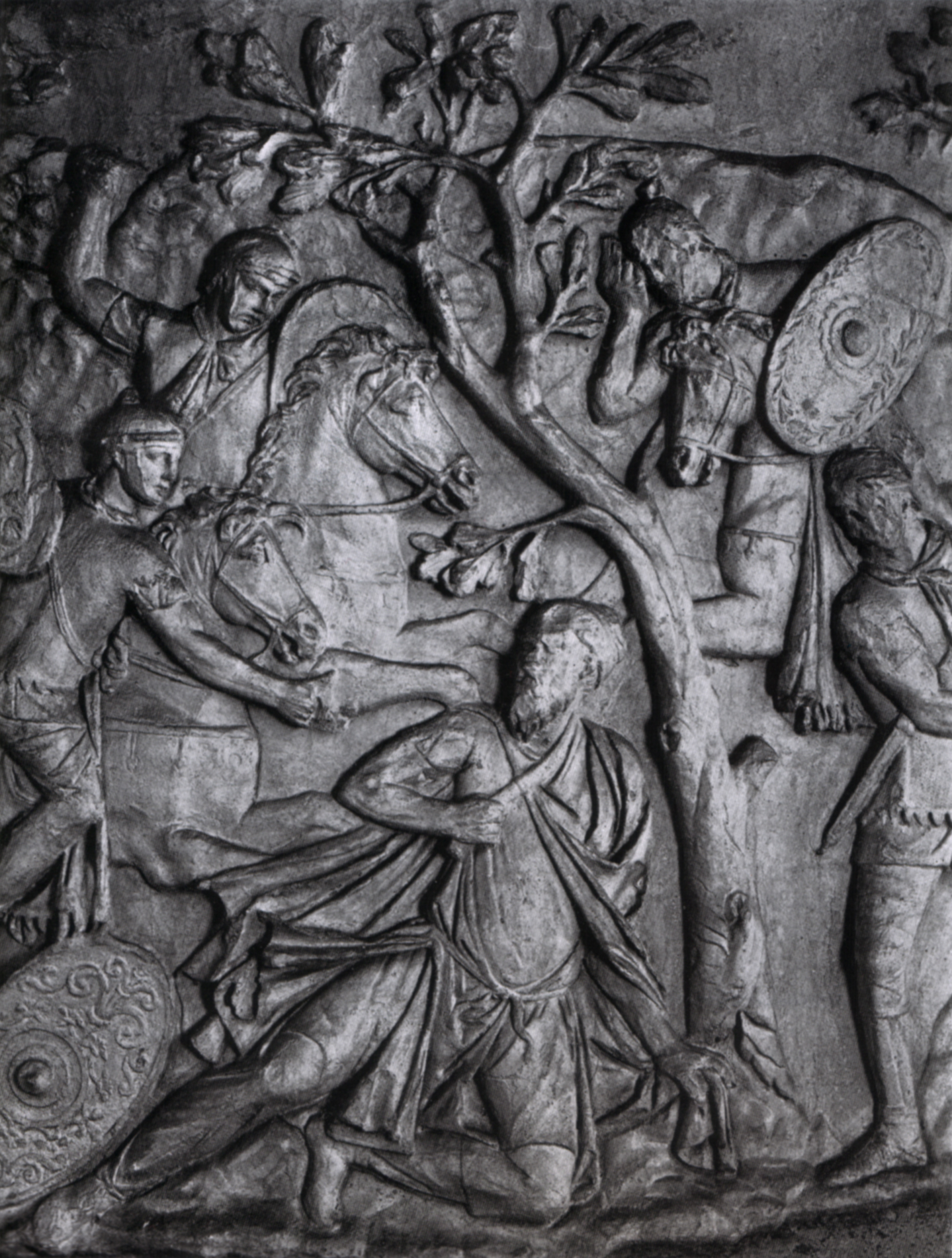
Suicidio di Decebalo raggiunto dai Romani (108)

Ma la valenza dei rilievi della Colonna non si limita al mero aspetto tecnico e formale, ma investe profondamente anche il contenuto, segnando uno dei capolavori della scultura di tutti i tempi.
Le figure nei rilievi storici romani, dalla pittura repubblicana nella necropoli dell'Esquilino ai rilievi dell'Ara Pacis, sono formalmente corrette e dignitose, ma prive di quella vitalità che le rende inevitabilmente compassate. Nemmeno il vivissimo plasticismo dei rilievi nell'arco di Tito si era tradotto in un superamento della freddezza interiore delle raffigurazioni.
La Colonna Traiana è invece percorsa da una tensione del racconto continua e densa di valori narrativi, che rendono le scene di sacrificio "calde", le battaglie veementi, gli assalti impetuosi, i Daci fieri e disperati, la dignità di guerriero di Decebalo. I nemici appaiono eroicamente soccombenti alla superiorità militare di Roma (un elemento anche legato alla propaganda del vincitore). Scene dure, come i suicidi di massa o la deportazione di intere famiglie, sono rappresentati con drammatica e pietosa partecipazione. Il senso di rispetto umano per il nemico battuto è un retaggio della cultura greca, che si troverà fino ai ricordi di Marco Aurelio a proposito dei Sarmati.

### La figura di Traiano

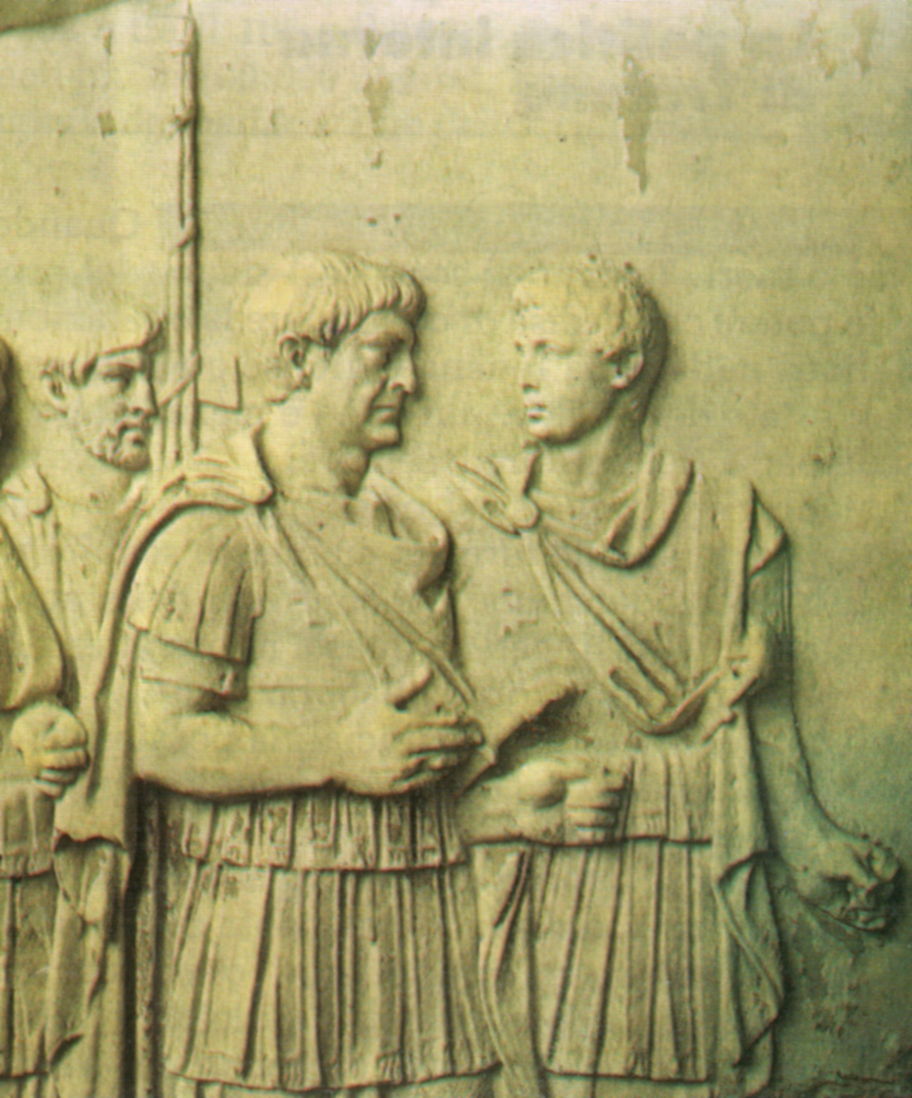
Traiano a colloquio con Licinio Sura

Traiano, come si è detto sopra, compare 59 volte nei rilievi della Colonna. La sua rappresentazione è sempre realistica ed esprime, con gesti misurati, con sguardi fissi e composizioni ben architettate, la sua attitudine al comando, la sua saggezza, la sua abilità militare; non è però mai ammantato di significati retorici, di capacità sovrumane o attributi adulatori; la sua è una rappresentazione dalla quale scaturisce oggettivamente la levatura morale, senza artifici.
Si può quindi dire che i rilievi non abbiano un carattere celebrativo o encomiastico, ma piuttosto documentario.
Questa attitudine verso l'imperatore Optimus Princeps ("primo funzionario" dello Stato) era frutto del particolare clima morale diffuso attorno alla sua figura. Tra le tante piccole immagini spicca quella del colloquio di Traiano con uno dei suoi comandanti (forse Lucio Licinio Sura) durante la seconda campagna dacica: con grande semplicità formale l'imperatore è raffigurato disincantatamente mentre spiega un piano al generale fissandolo negli occhi e distendendo i palmi delle mani davanti a lui, secondo un intenso rapporto di fiducia e rispetto tra lui e il subordinato, di un colloquio intelligente e virile, privo di qualsiasi retorica o cortigianeria.

### Attribuzione
I rilievi della Colonna vengono attribuiti a un generico Maestro delle Imprese di Traiano (o Maestro della Colonna Traiana), che sicuramente curò il disegno di tutto il rilievo, anche se nella realizzazione pratica di un'opera così vasta è ovvio immaginare i contributi di una bottega. Si tratta sicuramente della più notevole personalità artistica nel campo dell'arte romana ufficiale. L'anonimo scultore fu in grado di fondere gli aspetti formali derivanti dall'arte ellenistica (la rappresentazione dello spazio e del paesaggio, la graduazione e sovrapposizione di piani, la connessione organica tra le scene e i singoli elementi all'interno di esse) con i contenuti storici e tipicamente narrativi dell'arte romana.
Di questo periodo ci è però giunto solo un nome di scultore, Marcus Ulpius Orestes, probabilmente un liberto autore di un rilievo firmato oggi al Louvre. Egli non può essere l'artista della Colonna Traiana perché dovette operare già nell'età adrianea. Non ci sono nemmeno elementi per identificarlo con l'architetto Apollodoro di Damasco (progettista del Foro di Traiano), se non la labile constatazione della strettissima collaborazione tra architetto e scultore nelle opere traianee.

## Derivazioni e opere simili

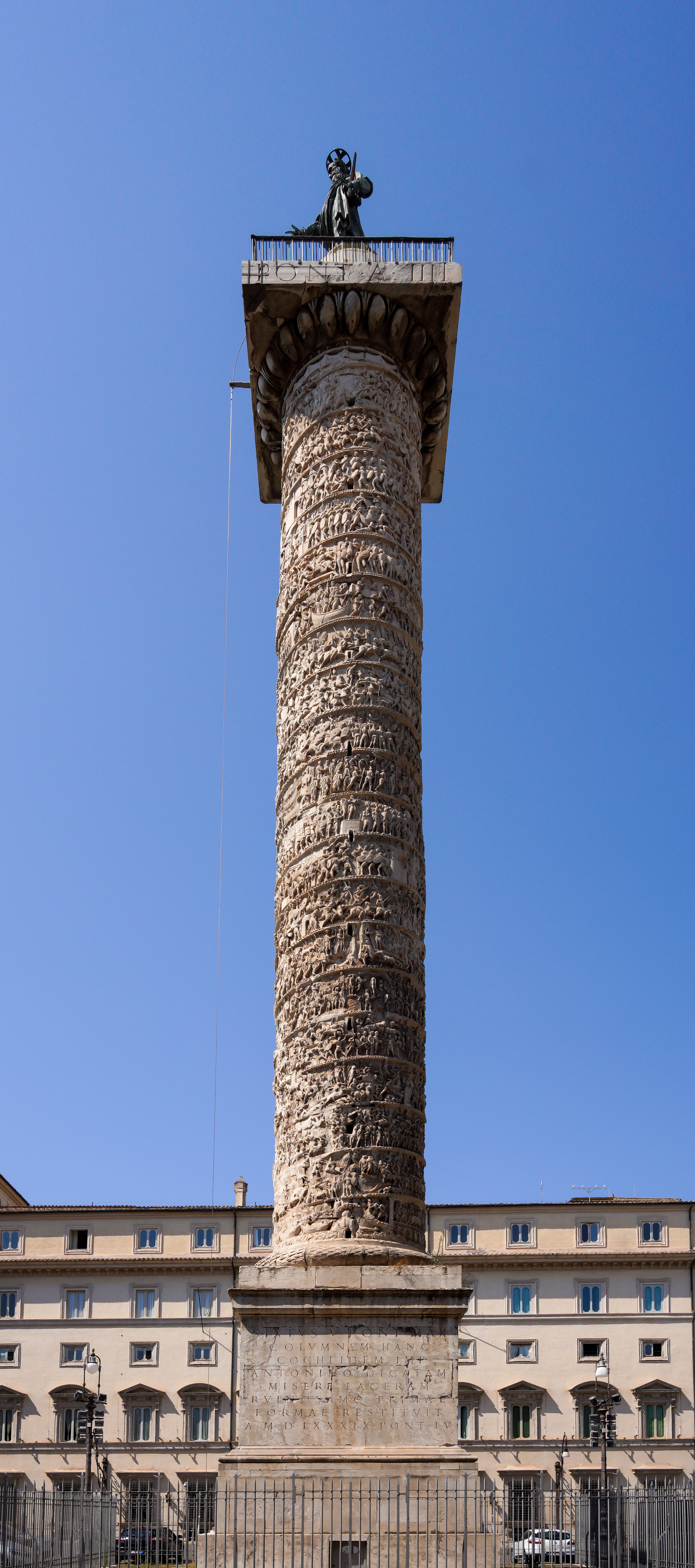
La Colonna di Marco Aurelio

La Colonna Traiana, anche grazie alla sua notevole capacità comunicativa, attraverso i secoli ha dato spunto ad innumerevoli riprese e citazioni, partendo fin da pochi anni dalla sua erezione con la Colonna Aureliana per finire ad ispirare architetture più recenti a noi, dove si è applicata anche una reinvenzione della funzione della colonna.

### Antichità
Nell'arco di Costantino è inserito un lungo fregio di epoca traianea spezzato in quattro tronconi ma facente parte originariamente quasi sicuramente di un unico rilievo, il cosiddetto grande fregio di Traiano. Esso, ricco di vibranti figure a basso rilievo, è strettamente connesso con l'arte della Colonna, tanto che alcuni storici hanno azzardato che provenga dalla stessa officina del Maestro delle Imprese di Traiano. Un altro riflesso del Maestro delle Imprese di Traiano si trova in alcuni dei rilievi dell'arco di Benevento (del 114).
La colonna Traiana fece da modello alla Colonna di Marco Aurelio, sempre a Roma, eretta circa ottant'anni dopo (180-193 circa). Il fregio della Colonna aureliana però, a pari altezza, fa solo 21 giri, con figure quindi più alte nel rilievo e più scavate dal trapano che crea chiaroscuri più netti, aumentando notevolmente la percezione della dimensione scultorea; le semplificazioni e le convenzioni dell'arte plebea e provinciale appaiono qui ben manifeste, segno di un superamento più avanzato dei modi ellenistici; anche nel contenuto le differenze sono notevoli, con la comparsa di elementi soprannaturali e irrazionali (come il miracolo della pioggia o quello del fulmine), sintomo di tempi ormai profondamente mutati.
Ne seguirono numerose altre anche in epoca tardo antica a Costantinopoli al tempo degli imperatori Teodosio I, Arcadio e Giustiniano I (Colonna di Teodosio, Colonna di Arcadio, Colonna di Giustiniano).

### Modernità
Opere che si ispirano alla colonna si sono susseguite anche in epoche assai più tarde come ci mostra l'esempio della Colonna Vendôme, eretta nel 1810 a Parigi da Napoleone I dopo la battaglia di Austerlitz a imitazione di «quella innalzata a Roma, in onore di Traiano».
Nel 1830-34 fu eretta a San Pietroburgo la colossale Colonna di Alessandro, in onore dello zar Alessandro I per la sua vittoria contro l'armata di Napoleone.
Altre opere ispirate alla Colonna di Traiano sono:
- la Colonna di Cristo realizzata nell'XI secolo per la chiesa di San Michele a Hildesheim, in Germania
- i campanili gemelli della chiesa di San Carlo Borromeo di Vienna;
- il campanile di San Massimo all'Adige[18];
- la Colonna di Astoria, ad Astoria, Oregon;
- la Colonna del Congresso a Bruxelles;
- la Colonna di Washington a Baltimora;
- l'edicola funebre dell'industriale Antonio Bernocchi presso il Cimitero Monumentale di Milano (1936)

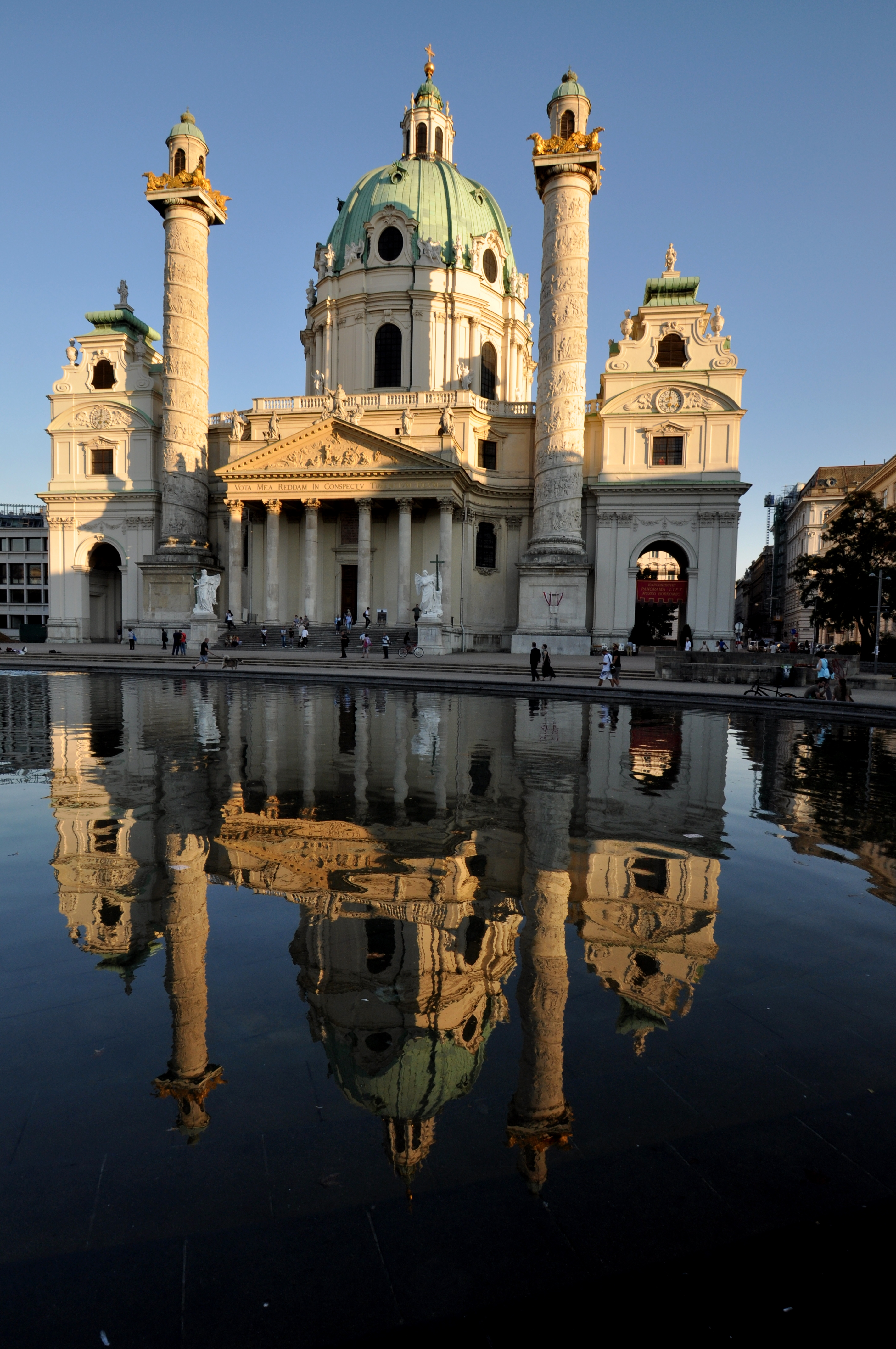
Karlskirche
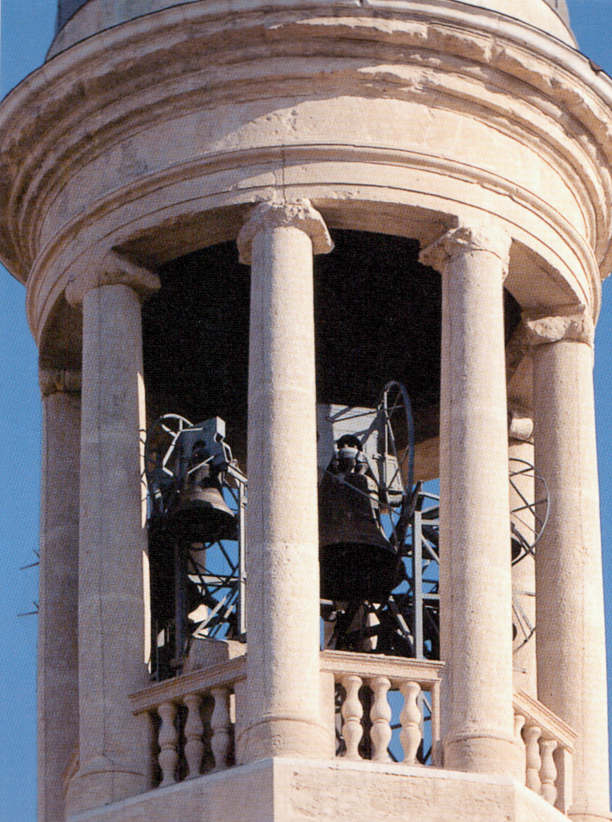
La cella campanaria del Campanile di San Massimo
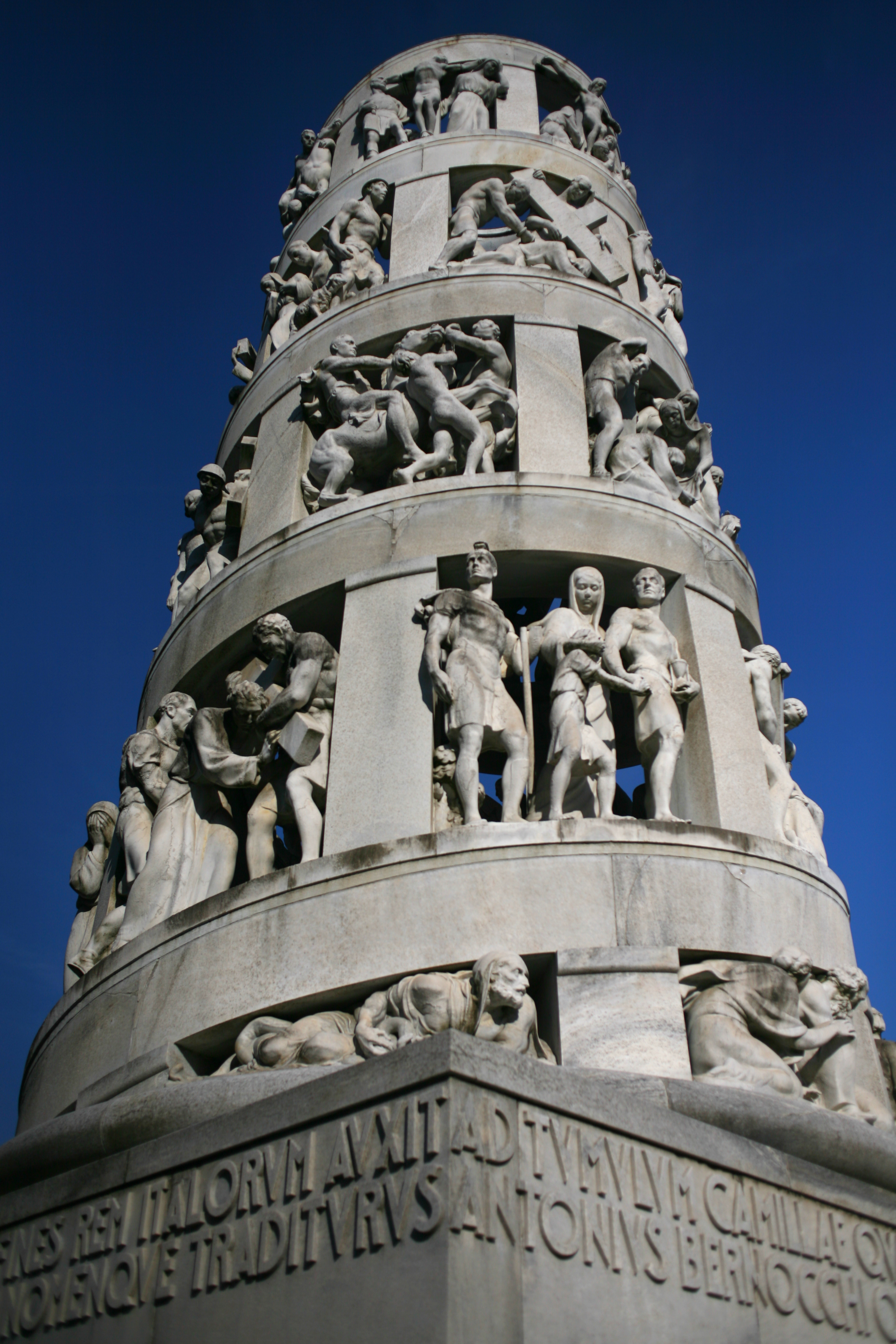
L'edicola Bernocchi al Monumentale di Milano